# جمجمه ۳
جمجمه ۲ (انگلیسی: The Skulls III) فیلمی در ژانر مهیج است که در سال ۲۰۰۴ منتشر شد. از بازیگران آن می‌توان به کلیر کریمر، برایس جانسون، استیو براون، بری باستویک، و لن کری‌یو اشاره کرد.